# Deutsche Leichtathletik-Meisterschaften 2025/Resultate
Der Hauptteil der Wettbewerbe bei den 125. Deutschen Leichtathletik-Meisterschaften fand am 2. und 3. August 2025 im Dresdner Heinz-Steyer-Stadion statt. Die Meisterschaft wurde im Rahmen der Veranstaltung Die Finals – Dresden 2025 ausgetragen. Im Gegensatz zur Praxis der vergangenen Jahrzehnte wurden in diesem Jahr auch der Sieben- und Zehnkampf in den Rahmen der Hauptveranstaltung eingebettet. Dazu wurde das Event auf vier Tage verlängert, wobei an den ersten beiden Tagen neben den Mehrkämpfen nur noch die Finalläufe über 5000 Meter der Frauen und Männer am Freitag Abend auf dem Programm standen.
In der hier vorliegenden Auflistung sind die in den verschiedenen Wettbewerben unter den besten acht platzierten Leichtathleten aufgeführt. Eine Übersicht mit den drei Ersten sowie einigen Anmerkungen zu den Meisterschaften findet sich unter dem Link Deutsche Leichtathletik-Meisterschaften 2025.

## Legende
Kurze Übersicht zur Bedeutung der Symbolik – so üblicherweise auch in sonstigen Veröffentlichungen verwendet:
- CR: Meisterschaftsrekord (Championship Record)
- IWR: Internationale Wettkampfregel
- TR: Technische Regel

## Meisterschaftsresultate Männer

### 100 m
| Platz | Athlet, Verein                             | Zeit (s) |
| ----- | ------------------------------------------ | -------- |
| 1     | Owen Ansah (Hamburger SV)                  | 10,23    |
| 2     | Deniz Almas (LG Olympia Dortmund)          | 10,25    |
| 3     | Lucas Ansah-Peprah (Hamburger SV)          | 10,27    |
| 4     | Julian Wagner (TV Wattenscheid 01)         | 10,33    |
| 5     | Joshua Hartmann (ASV Köln)                 | 10,36    |
| 6     | Chidiera Onuoha (ASV Köln)                 | 10,37    |
| 7     | Yannick Wolf (Cologne Athletics)           | 10,37    |
| 8     | Aleksandar Askovic (LG Stadtwerke München) | 10,40    |

Datum: 2. August
Wind: ±0,0 m/s

### 200 m
| Platz | Athlet, Verein                                    | Zeit (s) |
| ----- | ------------------------------------------------- | -------- |
| 1     | Lucas Ansah-Peprah (Hamburger SV)                 | 20,43    |
| 2     | Max Husemann (Eintracht Hildesheim)               | 20,58    |
| 3     | Benedikt Thomas Wallenstein (LAC Erdgas Chemnitz) | 20,66    |
| 4     | Karl Gattinger (LG Stadtwerke München)            | 20,85    |
| 5     | Felix Jahn (LC Jena)                              | 21,03    |
| 6     | Junior Boateng (Hamburger SV)                     | 21,05    |
| 7     | Jonas Hügen (LG Stadtwerke München)               | 21,23    |
| 8     | Maximilian Grün (ASC Darmstadt)                   | 21,34    |

Datum: 3. August
Wind: +1,6 m/s

### 400 m
| Platz | Athlet, Verein                                | Zeit (s) |
| ----- | --------------------------------------------- | -------- |
| 1     | Jean Paul Bredau (VfL Wolfsburg)              | 45,46    |
| 2     | Manuel Sanders (TV Wattenscheid 01)           | 46,20    |
| 3     | Florian Kroll (LG Osnabrück)                  | 46,22    |
| 4     | Friedrich Rumpf (SC Charlottenburg)           | 46,47    |
| 5     | Thorben Finke (SV Sigittra Sögel)             | 46,59    |
| 6     | Lukas Krappe (SC Charlottenburg)              | 46,76    |
| 7     | Samuel Werdecker (LG Stadtwerke München)      | 46,94    |
| 8     | Jan-Lukas Schröder (SG Walldorf Astoria 1902) | 47,30    |

Datum: 3. August

### 800 m
| Platz | Athlet, Verein                           | Zeit (min) |
| ----- | ---------------------------------------- | ---------- |
| 1     | Alexander Stepanov (VfL Sindelfingen)    | 1:48,69    |
| 2     | Tim Holzapfel (LV Pliezhausen 2012)      | 1:48,74    |
| 3     | Emil Meggle (LG Göttingen)               | 1:49,88    |
| 4     | Tom Stöber (TV Wetzlar)                  | 1:50,07    |
| 5     | Adrian Engstler (TV Villingen)           | 1:50,09    |
| 6     | Elija Ziem (Königsteiner LV)             | 1:51,29    |
| 7     | Henning Schiel (TV Waldstraße Wiesbaden) | 1:52,01    |
| 8     | Lasse Funck (Athletics Team Karben)      | 1:52,89    |

Datum: 3. August

### 1500 m
| Platz | Athlet, Verein                               | Zeit (min) |
| ----- | -------------------------------------------- | ---------- |
| 1     | Robert Farken (SG Motor Gohlis-Nord Leipzig) | 3:46,96    |
| 2     | Marc Tortell (Athletics Team Karben)         | 3:47,67    |
| 3     | Mohamed Abdilaahi (Cologne Athletics)        | 3:48,10    |
| 4     | Marvin Heinrich (Eintracht Frankfurt)        | 3:48,34    |
| 5     | Tobias Tent (LG Stadtwerke München)          | 3:49,43    |
| 6     | Oliver Kreisel (SC DHfK Leipzig)             | 3:49,48    |
| 7     | Aaron Niklas Schubert (LAC Erdgas Chemnitz)  | 3:49,82    |
| 8     | Marco Sietmann (LG Brillux Münster)          | 3:50,02    |

Datum: 3. August

### 5000 m
| Platz | Athlet, Verein                            | Zeit (min) |
| ----- | ----------------------------------------- | ---------- |
| 1     | Mohamed Abdilaahi (Cologne Athletics)     | 13:50,28   |
| 2     | Florian Bremm (LSC Höchstadt/Aisch)       | 13:50,42   |
| 3     | Maximilian Thorwirth (SFD 75 Düsseldorf)  | 13:50,57   |
| 4     | Sam Parsons (SC Charlottenburg)           | 13:52,30   |
| 5     | Nils Voigt (TV Wattenscheid 01)           | 13:54,99   |
| 6     | Markus Görger (LG Region Karlsruhe)       | 13:56,54   |
| 7     | Silas Zahlten (LG Brillux Münster)        | 13:57,47   |
| 8     | Jonathan Dahlke (TSV Bayer 04 Leverkusen) | 13:58,07   |

Datum: 1. August

### 10.000 m
| Platz | Athlet, Verein                              | Zeit (min) |
| ----- | ------------------------------------------- | ---------- |
| 1     | Nils Voigt (TV Wattenscheid 01)             | 28:19,83   |
| 2     | Tom Förster (LG Braunschweig)               | 28:36,93   |
| 3     | Markus Görger (LG Region Karlsruhe)         | 28:43,14   |
| 4     | Jan Lukas Becker (TSV Bayer 04 Leverkusen)  | 28:46,35   |
| 5     | Hannes Burger (LC Buchendorf)               | 29:31,20   |
| 6     | Artur Beimler (LC Cottbus)                  | 29:32,12   |
| 7     | Felix Nadeborn (Turnerbund Hamburg Eilbeck) | 29:37,47   |
| 8     | Jonas Humke (TSV Bayer 04 Leverkusen)       | 29:38,45   |

Datum: 3. Mai
fand in Hamburg statt

### Halbmarathon
| Platz | Athlet, Verein                               | Zeit (h) |
| ----- | -------------------------------------------- | -------- |
| 1     | Luca Madeo (LG Filder)                       | 1:05:21  |
| 2     | Bastian Mrochen (LG Telis Finanz Regensburg) | 1:05:38  |
| 3     | Gabriel Lautenschlager (LG Bamberg)          | 1:05:48  |
| 4     | Frederik Jonas Wehner (SG Wenden)            | 1:06:45  |
| 5     | Lars Franken (LG Olympia Dortmund)           | 1:07:00  |
| 6     | Manuel Kruse (LSF Münster)                   | 1:07:41  |
| 7     | Fabian Jenne (SG Wenden)                     | 1:07:53  |
| 8     | Silvan Rauscher (TSG Münsingen)              | 1:08:33  |

Datum: 19. April
fand in Paderborn im Rahmen des Paderborner Osterlaufs statt

### Halbmarathon, Mannschaftswertung
| Platz | Verein, Besetzung                                                          | Zeit (h) |
| ----- | -------------------------------------------------------------------------- | -------- |
| 1     | SG Wenden (Simon Boch, Frederik Jonas Wehner, Fabian Jenne, Marco Giese)   | 3:23:53  |
| 2     | Braunschweiger Laufclub (Nicolai Riechers, Daniel Müller, Christian Boohs) | 3:31:49  |
| 3     | SSC Hanau-Rodenbach (Julius Hild, David Johnson, Lukas Abele)              | 3:34:48  |
| 4     | Hannover 96 (Paul-Simon Reiß, Christoph Nowak, Frank Kühlke)               | 3:41:00  |
| 5     | Laufteam Kassel (Marius Puchta, Holger Aselmeyer, Tom Ring)                | 3:43:13  |
| 6     | Marathon-Club Menden (Henrik Hoffmann, Hendrik Jansen, Felix Knode)        | 3:44:06  |
| 7     | LG Olympia Dortmund (Lars Franken, Nils Franken, Peter Haas)               | 3:44:13  |
| 8     | Ayyo-Team Essen (Renee Bongers, Andreas Sprott, Michael Schramm)           | 3:44:15  |

Datum: 19. April
fand in Paderborn im Rahmen des Paderborner Osterlaufs statt

### Marathonlauf
| Platz | Athlet, Verein                                       | Zeit (h) |
| ----- | ---------------------------------------------------- | -------- |
| 1     | Samuel Fitwi Sibhatu (Silvesterlauf Trier)           | 2:06:29  |
| 2     | Haftom Welday (Turnerbund Hamburg Eilbeck)           | 2:11:06  |
| 3     | Tom Thurley (Potsdamer Laufclub)                     | 2:12:45  |
| 4     | Lorenz Baum (LAV Stadtwerke Tübingen)                | 2:13:23  |
| 5     | Marcus Schöfisch (Lauftraining.com Lauffreunde e.V.) | 2:20:51  |
| 6     | Tammo Oldigs (SV Concordia Ihrhove)                  | 2:20:57  |
| 7     | Benjamin Franke (LT Haspa Marathon Hamburg)          | 2:21:32  |
| 8     | Christoph Uphues (Braunschweiger Laufclub)           | 2:21:47  |

Datum: 6. April
fand im Rahmen des Hannover-Marathons statt

### Marathonlauf, Mannschaftswertung
| Platz | Verein, Besetzung                                                          | Zeit (h) |
| ----- | -------------------------------------------------------------------------- | -------- |
| 1     | Silvesterlauf Trier (Samuel Fitwi Sibhatu, Mathis Kaufmann, André Ramisch) | 7:11:01  |
| 2     | ASC 1990 Breidenbach (Kilian Schreiner, Lorenz Rau, Jannik Weber)          | 7:14:08  |
| 3     | VfL Wolfsburg I (Valentin Harwardt, Steffen Hannich, Steffen Brinker)      | 7:19:51  |
| 4     | LAV Stadtwerke Tübingen (Lorenz Baum, Niklas Unger, Thomas Lohfink)        | 7:26:31  |
| 5     | TV Konstanz (Luca Völkle, Paul Snehotta, Manuel Skopnik)                   | 7:28:12  |
| 6     | Turnerbund Hamburg Eilbeck (Haftom Welday, Felix Nadeborn, Björn Rath)     | 7:29:28  |
| 7     | LG Rhein-Wied (Thierry Van Riesen, Thomas Schneider, Benjamin Becker)      | 7:38:03  |
| 8     | VfL Wolfsburg II (Marc Günther, Jan Gregor, Alexander Krenz)               | 7:42:41  |

Datum: 6. April
fand im Rahmen des Hannover-Marathons statt

### 50-km-Straßenlauf
| Platz | Athlet, Verein                            | Zeit (h) |
| ----- | ----------------------------------------- | -------- |
| 1     | Tim-Niklas Schwippel (MTV Soltau)         | 2:53:05  |
| 2     | Frank Merrbach (LG Nord Berlin Ultrateam) | 2:56:54  |
| 3     | Lukas Kley ( TV Refrath)                  | 2:58:29  |
| 4     | Stephan Fruhmann (LG Passau)              | 2:58:53  |
| 5     | Johannes Löw (LAC Degerloch)              | 3:00:41  |
| 6     | Marcel König (GutsMuths-Rennsteiglauf)    | 3:01:04  |
| 7     | Sebastian Jägerfeld (LG Osterode)         | 3:05:34  |
| 8     | Tim Funken (TV Refrath)                   | 3:08:04  |

Datum: 22. Februar
fand in Ubstadt-Weiher im Rahmen des 4. HaWei50 - 50 km Ultralauf rund um den Hardtsee statt

### 50-km-Straßenlauf, Mannschaftswertung
| Platz | Verein, Besetzung                                                         | Zeit (h) |
| ----- | ------------------------------------------------------------------------- | -------- |
| 1     | TV Refrath (Lukas Kley, Tim Funken, Moritz Ehm)                           | 9:28:05  |
| 2     | LAZ Ludwigsburg (Rafael Majer, Timo Striegel, Max Paschke)                | 9:44:34  |
| 3     | LG Region Karlsruhe (Yannick Weber, Stefan Fritz, Christoph Hakenes)      | 9:49:22  |
| 4     | ASV Zeuthen (Benjaimn Brade, Enrico Romberg, Andreas Hentze)              | 10:39:49 |
| 5     | LSG Weiher (Hannes Jochem, Robin Ronecker, Martin Göbel)                  | 10:47:36 |
| 6     | Spiridon Frankfurt (Johannes Minet, Florian Kaltenbach, Lothar Esser)     | 10:52:14 |
| 7     | TV Refrath II (Manuel Skopnik, Niklas von der Assen, Dietmar Stoppenbach) | 11:00:35 |
| 8     | LuT Aschaffenburg (Jeffrey Brown, Manfred Schott, Danny Sternkopf)        | 11:09:15 |

Datum: 22. Februar
fand in Ubstadt-Weiher im Rahmen des 4. HaWei50 – Ultralauf – statt

### 110 m Hürden
| Platz | Athlet, Verein                              | Zeit (s) |
| ----- | ------------------------------------------- | -------- |
| 1     | Gregory Minoue (TV Kalkum-Wittlaer)         | 13,48    |
| 2     | Manuel Mordi (Hamburger SV)                 | 13,48    |
| 3     | Fred Isaac Fleurisson (Eintracht Frankfurt) | 13,92    |
| 4     | Stefan Volzer (TSV Bayer 04 Leverkusen)     | 14,20    |
| 5     | Florian Näbelung (LC Jena)                  | 14,37    |
| 6     | Aaron Giurgian (Sprintteam Wetzlar)         | 14,61    |
| 7     | Timon Dethloff (Cologne Athletics)          | 14,62    |
| 8     | Bruno Betz (LAZ Ludwigsburg)                | 14,64    |

Datum: 2. August
Wind: −0,9 m/s

### 400 m Hürden
| Platz | Athlet, Verein                                     | Zeit (s) |
| ----- | -------------------------------------------------- | -------- |
| 1     | Owe Fischer-Breiholz (Königsteiner LV)             | 48,41    |
| 2     | Emil Agyekum (SC Charlottenburg)                   | 48,91    |
| 3     | Joshua Abuaku (Eintracht Frankfurt)                | 49,25    |
| 4     | Luke Campbell (Sprintteam Wetzlar)                 | 50,38    |
| 5     | Lasse Schmitt (Königsteiner LV)                    | 50,46    |
| 6     | Maximilian Köhler (LG Region Karlsruhe)            | 50,57    |
| 7     | Lukas Glöckner (LSG Goldener Grund Selters/Taunus) | 51,38    |
| 8     | Lennart Roos (TSV Bayer 04 Leverkusen)             | 52,55    |

Datum: 3. August

### 3000 m Hindernis
| Platz | Athlet, Verein                              | Zeit (min) |
| ----- | ------------------------------------------- | ---------- |
| 1     | Karl Bebendorf (Dresdner SC 1898)           | 8:32,90    |
| 2     | Frederik Ruppert (LAV Stadtwerke Tübingen)  | 8:33,79    |
| 3     | Niklas Buchholz (LSC Höchstadt/Aisch)       | 8:39,98    |
| 4     | Robin Müller (LC Top Team Thüringen)        | 8:42,24    |
| 5     | Kurt Lauer (VfL Sindelfingen)               | 8:44,17    |
| 6     | Nick Jäger (LSG Höchstadt/Aisch)            | 8:45,64    |
| 7     | Brian Weisheit (LSG Höchstadt/Aisch)        | 8:45,90    |
| 8     | Felix Ludka (Leichtathletikclub Kronshagen) | 8:47,49    |

Datum: 2. August

### 4 × 100 m Staffel
| Platz | Verein, Besetzung                                                                           | Zeit (s) |
| ----- | ------------------------------------------------------------------------------------------- | -------- |
| 1     | LG Stadtwerke München I (Maximilian Achhammer, Karl Gattinger, Jonas Hügen, Fabian Olbert)  | 39,60    |
| 2     | Hamburger SV (Paul Erdle, Junior Boateng, Moritz Mainka, Malte Stangenberg)                 | 39,91    |
| 3     | LG Brillux Münster (Hendrik Jürgens, Jakob Bruns, Nils Hartleif, Gabriel Wusu)              | 40,06    |
| 4     | LG Stadtwerke München II (Maximilian Brantl, Daniel Schwab, Alessandro Rastelli, Timo Heiß) | 40,09    |
| 5     | SCC Berlin (N. May, Steven Müller, James Adebola, Corca Bela Djalo)                         | 40,35    |
| 6     | Cologne Athletics (Yannick Wolf, Timon Dethloff, Jax, Joshua Koßmann)                       | 40,50    |
| 7     | LG Rhein-Wied (Lennert Kolberg, Eric Kreuter, Pascal Kirstges, Daniel Roos)                 | 40,50    |
| 8     | TV Gladbeck (Jan Laufer, Mustaqeem Kiani, Abinayan Uruthiran, Till Morawietz)               | 40,77    |

Datum: 3. August
Die Staffel wurde in drei zu einem Gesamtergebnis zusammengefassten Zeitendläufen entschieden. Es nahmen 24 Teams teil.

### 4 × 400 m Staffel
| Platz | Verein, Besetzung                                                                                          | Zeit (min)     |
| ----- | --- | -------------- |
| 1     | Eintracht Frankfurt (Philip Hennemuth, Kai Rechinger, Jannik Elias Gutmann, Alexander Schön)               | 3:22,43        |
| 2     | LG Nord Berlin (Johannes Wuthe, Maik Haller, Anton Molitor, Paul Luis Haller)                              | 3:22,67        |
| 3     | TSV Gräfelfing (Michael Adolf, Jonas Schroeder, Andreas Kölbl, Fabian Riegelsberger)                       | 3:23,04        |
| 4     | Leichtathletik LG OVAG Friedberg-Fauerbach (Lars Hieronymi, Kieron Ludwig, Tim Dillemuth, Manuel Christof) | 3:25,16        |
| 5     | LG Olympia Dortmund (Matthias Reich, Julian Louis Windeler, Tim Huge, Leo Baranskin)                       | 3:26,27        |
| 6     | StG Darmstadt/Sulzbach (Steffen Graffe, Alexander Doll, Johannes Nortmeyer, Emil Fröhlig)                  | 3:28,38        |
| DSQ   | LG Stadtwerke München (Carlos Schirmer, Samuel Werdeckerr, Alessandro Rastelli, Sebastian Kottmann)        | IWR TR5.11.2 a |

Datum: 4. Mai
fand in Hamburg statt
nur sieben Staffeln am Start

### 3 × 1000 m Staffel
| Platz | Verein, Besetzung                                                             | Zeit (min) |
| ----- | ----------------------------------------------------------------------------- | ---------- |
| 1     | LSC Höchstadt/Aisch (Niklas Buchholz, Adrian König-Rannenberg, Florian Bremm) | 7:23,15    |
| 2     | Königsteiner LV (Alexander Kessler, Markus Görger, Christoph Kessler)         | 7:23,59    |
| 3     | LG farbtex Nordschwarzwald (Henri Hansert, Karl Löbe, Jens Mergenthaler)      | 7:28,15    |
| 4     | Cologne Athletics (Nic Manzke, Yassin Ardilaahi, Fabian Schon)                | 7:32,98    |
| 5     | LSC Höchstadt/Aisch (Brian Weisheit, Nick Jäger, Maximilian Berger)           | 7:33,45    |
| 6     | LG Osnabrück (Mika Pikutzki, André Rohling, Linus Vennemann)                  | 7:37,93    |
| 7     | Post-Sportverein Trier (Louis Decker, Philipp Nitsch, Lucas Meyer)            | 7:40,65    |
| 8     | TV Waldstraße Wiesbaden (Benedikt Hoffmann, Felix Dinges, Henning Schiel)     | 7:41,14    |

Datum: 4. Mai
fand in Hamburg statt
entschieden in einem Finale mit siebzehn Staffeln

### 10.000 m Bahngehen
| Platz | Athlet, Verein                     | Zeit (min) |
| ----- | ---------------------------------- | ---------- |
| 1     | Jonathan Hilbert (LG Ohra Energie) | 40:38,45   |
| 2     | Leo Köpp (LG Nord Berlin)          | 41:26,33   |
| 3     | Nick Joel Richardt (SV Halle)      | 43:08,12   |
| 4     | Jassam Abu El Wafa (SV Halle)      | 43:25,98   |
| 5     | Lasse Rohrssen (VfL Altenstadt)    | 49:56,12   |
| 6     | Tamino Mittag (TSV Jetzendorf)     | 53:57,61   |

Datum: 31. Mai
fand in Hildesheim statt
nur sechs Teilnehmer

### 20 km Straßengehen
| Platz | Athlet, Verein                         | Zeit (h)  |
| ----- | -------------------------------------- | --------- |
| 1     | Christopher Linke (SC Potsdam)         | 1:22:480  |
| 2     | Leo Köpp (LG Nord Berlin)              | 1:22:590  |
| 3     | Johannes Frenzl (Eintracht Frankfurt)  | 1:23:590  |
| 4     | Frederick Weigel (OSC Potsdam)         | 1:24:340  |
| 5     | Jassam Abu El Wafa (SV Halle)          | 1:25:550  |
| 6     | Nathaniel Seiler (TV Bühlertal)        | 1:28:12 a |
| 7     | Andreas Janker (LG Röthenbach/Pegnitz) | 1:38:520  |
| 8     | Luis Fiedler (VfL Engelskirchen)       | 1:39:070  |

Datum: 13. April
fand in Kelsterbach statt

### 35 km Straßengehen
| Platz | Athlet, Verein                         | Zeit (h) |
| ----- | -------------------------------------- | -------- |
| 1     | Jonathan Hilbert (LG Ohra Energie)     | 2:36:08  |
| 2     | Carl Dohmann (SCL Heel Baden-Baden)    | 2:52:42  |
| DNF   | Karl Junghannß (LC Top Team Thüringen) |          |

Datum: 13. April
fand in Kelsterbach statt
nur drei Teilnehmer im Wettbewerb, zwei von ihnen im Ziel

### Hochsprung
| Platz | Athlet, Verein                               | Höhe (m) |
| ----- | -------------------------------------------- | -------- |
| 1     | Tobias Potye (Cologne Athletics)             | 2,26     |
| 2     | Falk Wendrich (LAZ Soest)                    | 2,23     |
| 3     | Mateusz Przybylko (TSV Bayer 04 Leverkusen)  | 2,17     |
| 4     | Johannes Böcher (USC Mainz)                  | 2,05     |
| 4     | Lukas Haiduk (LG Neumünster)                 | 2,05     |
| 6     | Julius Vollmers (Garbsener SC)               | 2,05     |
| 7     | Tim Kraus (Cologne Athletics)                | 2,00     |
| 8     | Nikla von Zitzewitz (VfL Eintracht Hannover) | 2,00     |

Datum: 2. August

### Stabhochsprung
| Platz | Athlet, Verein                          | Höhe (m) |
| ----- | --------------------------------------- | -------- |
| 1     | Gillian Ladwig (Schweriner SC)          | 5,65     |
| 2     | Oleg Zernikel (ASV Landau)              | 5,60     |
| 3     | Louis Pröbstle (MTG Mannheim)           | 5,40     |
| 4     | Torben Blech (TSV Bayer 04 Leverkusen)  | 5,40     |
| 5     | Hendrik Hohmann (LG Olympia Dortmund)   | 5,20     |
| 5     | Constantin Rutsch (LG Olympia Dortmund) | 5,20     |
| 7     | Fabio Wünsche (SC Potsdam)              | 5,20     |
| 8     | Dennis Schober (ASV Landau)             | 5,00     |

Datum: 3. August

### Weitsprung
| Platz | Athlet, Verein                                | Weite (m) |
| ----- | --------------------------------------------- | --------- |
| 1     | Simon Batz (MTG Mannheim)                     | 7,99      |
| 2     | Kevin Brucha (TLV Germania Überruhr)          | 7,79      |
| 3     | Luka Herden (LG Brillux Münster)              | 7,73      |
| 4     | Denyo Schluckwerder (LAC Berlin)              | 7,18      |
| 5     | Nick Schmahl (Hamburger SV)                   | 7,14      |
| 6     | Maximilian Entholzner (LG Stadtwerke München) | 7,12      |
| 7     | Julian Holuschek (Eintracht Frankfurt)        | 7,08      |
| 8     | Oliver Koletzko (MTG Mannheim)                | 4,07      |

Datum: 2. August

### Dreisprung
| Platz | Athlet, Verein                          | Weite (m) |
| ----- | --------------------------------------- | --------- |
| 1     | Max Heß (LAC Erdgas Chemnitz)           | 16,37     |
| 2     | Mohammad Amin Alsalami (LAC Berlin)     | 16,28     |
| 3     | Steven Freund (LAC Erdgas Chemnitz)     | 15,98     |
| 4     | Milan Klosowski (Cologne Athletics)     | 15,73     |
| 5     | Maximilian Starke (LAC Erdgas Chemnitz) | 15,52     |
| 6     | Pascal Boden (Dresdner SC)              | 15,45     |
| 7     | Niklas Stroh (ASC Darmstadt)            | 15,18     |
| 8     | Pascal Lehmann (SC Potsdam)             | 14,96     |

Datum: 3. August

### Kugelstoßen
| Platz | Athlet, Verein                          | Weite (m) |
| ----- | --------------------------------------- | --------- |
| 1     | Eric Maihöfer (VfL Sindelfingen)        | 20,10     |
| 2     | Tizian Lauria (VfL Sindelfingen)        | 19,95     |
| 3     | Georg Harpf (LG Stadtwerke München)     | 19,12     |
| 4     | Silas Ristl (VfL Sindelfingen)          | 19,04     |
| 5     | Kevin Reim (WSG Schwarzenberg-Wildenau) | 18,83     |
| 6     | Simon Bayer (LAC Essingen)              | 18,82     |
| 7     | Sascha Schmidt (LV 90 Erzgebirge)       | 18,48     |
| 8     | Philipp Thomas (SV Halle)               | 18,36     |

Datum: 2. August

### Diskuswurf
| Platz | Athlet, Verein                          | Weite (m) |
| ----- | --------------------------------------- | --------- |
| 1     | Henrik Janssen (SC Magdeburg)           | 68,41     |
| 2     | Steven Richter (LV 90 Erzgebirge)       | 68,27     |
| 3     | Mika Sosna (TSG Bergedorf)              | 67,24     |
| 4     | Daniel Jasinski (TV Wattenscheid 01)    | 64,96     |
| 5     | Clemens Prüfer (OSC Potsdam)            | 63,17     |
| 6     | Marius Karges (Eintracht Frankfurt)     | 61,70     |
| 7     | Magnus Többen (TSV Bayer 04 Leverkusen) | 59,26     |
| 8     | Matteo Maulana (Eintracht Frankfurt)    | 55.13     |

Datum: 3. August

### Hammerwurf
| Platz | Athlet, Verein                           | Weite (m) |
| ----- | ---------------------------------------- | --------- |
| 1     | Merlin Hummel (LG Stadtwerke München)    | 78,17     |
| 2     | Tim Steinfurth (LG Eppstein-Kelkheim)    | 68,67     |
| 3     | Lukas Winkler (LAC Erdgas Chemnitz)      | 67,37     |
| 4     | Andreas Sahner (LC Rehlingen)            | 64,55     |
| 5     | Christoph Gleixner (Eintracht Frankfurt) | 63,96     |
| 6     | Kai Hurych (KSV Fürth 09)                | 63,74     |
| 7     | Corsin Wörner (LAG Obere Murg)           | 58,21     |
| 8     | Linus Liebenwald (UAC Kulmbach)          | 57,26     |

Datum: 3. August

### Speerwurf
| Platz | Athlet, Verein                 | Weite (m) |
| ----- | ------------------------------ | --------- |
| 1     | Julian Weber (USC Mainz)       | 84,36     |
| 2     | Thomas Röhler (LC Jena)        | 78,74     |
| 3     | Nick Thumm (VfB Stuttgart)     | 76,18     |
| 4     | Oskar Jänicke (MSC Magdeburg)  | 75,47     |
| 5     | Maurice Voigt (SV Halle)       | 75,16     |
| 6     | Max Dehning (LG Offenburg)     | 73,57     |
| 7     | Moritz Morstein (SC Magdeburg) | 73,05     |
| 8     | Niklas Sagawe (TSG Bergedorf)  | 72,50     |

Datum: 2. August

### Berglauf –9,7 km / 1420 Höhenmeter
| Platz | Athlet, Verein                               | Zeit (h) |
| ----- | -------------------------------------------- | -------- |
| 1     | Lukas Ehrle (LG Brandenkopf)                 | 0:59:32  |
| 2     | Dominik Notz (LAV Stadtwerke Tübingen)       | 1:02:01  |
| 3     | Julius Ott (TSG Weinheim)                    | 1:02:40  |
| 4     | Gabriel Wimmer (LG Telis Finanz Regensburg)  | 1:02:56  |
| 5     | Erik Hille (TV Burglengenfeld)               | 1:03:45  |
| 6     | David Reichl (Team Oberpfalz)                | 1:04:39  |
| 7     | Fabian Jenne (SG Wenden)                     | 1:05:03  |
| 8     | Maximilian Zeus (LG Telis Finanz Regensburg) | 1:05:21  |

Datum: 29. Juni
fand in Oberstdorf statt

### Berglauf –9,7 km / 1420 Höhenmeter, Mannschaftswertung
| Platz | Verein, Besetzung                                                           | Zeit (h) |
| ----- | --------------------------------------------------------------------------- | -------- |
| 1     | LG Telis Finanz Regensburg (Gabriel Wimmer, Maximilian Zeus, Tobias Ritter) | 3:15:04  |
| 2     | SG Wenden (Fabian Jenne, Manuel Schräder, Markus Mockenhaupt)               | 3:22:59  |
| 3     | LG Allgäu (Thomas Kotissek, Michael Laur, Hennig Dörries)                   | 3:27:43  |
| 4     | Markgräfler Runners Club (Enoque Buchegger, Yannik Fuchs, Jakob Scherwitz)  | 3:31:39  |
| 5     | PTSV Rosenheim (Anian Rottmüller, Michael Eder, Florian Spötzl)             | 3:34:02  |
| 6     | SSC Hanau-Rodenbach I (Marius Abele, Tom Knauer, Jörn Harland)              | 3:35:00  |
| 7     | LG Region Karlsruhe (Arvid Lösel, Jonas Roth, Henning Lulei)                | 3:35:37  |
| 8     | SSC Hanau-Rodenbach II (Jonathan Erdniß, Nils Bergmann, Fynn Becker)        | 3:42:54  |

Datum: 29. Juni
fand in Oberstdorf statt

### 6-Stunden-Lauf
| Platz | Athlet, Verein                               | Strecke (km) |
| ----- | -------------------------------------------- | ------------ |
| 1     | Martin Müller (Hamburg Running)              | 84,011 CR    |
| 2     | Patrick Kaczynski (Sporttrend Ultralaufteam) | 82,900000    |
| 3     | Daniel Greiner (SV Sömmerda)                 | 80,987000    |
| 4     | Christoph Lux (Spiridon Frankfurt)           | 77,534000    |
| 5     | Manuel Skopnik (TV Refrath)                  | 76,972000    |
| 6     | Hendrik Schlegel (LG Mauerweg Berlin)        | 75,402000    |
| 7     | Stefan Thiel (ASV Zeuthen)                   | 73,661000    |
| 8     | Andreas Hentze (SV Sömmerda)                 | 73,241000    |

Datum: 28. Juni
fand in Delmenhorst statt

### 6-Stunden-Lauf, Mannschaftswertung
| Platz | Verein, Besetzung                                                        | Strecke (km) |
| ----- | ------------------------------------------------------------------------ | ------------ |
| 1     | SV Sömmerda (Daniel Greiner, Stefan Thiel, Kevin Schünke)                | 227,77 CR    |
| 2     | Spiridon Frankfurt I (Christoph Lux, Johannes Minet, Florian Kaltenbach) | 222,75000    |
| 3     | ASV Zeuthen (Andreas Hentze, Thomas Kirstein, Marek Neumann)             | 215,60000    |
| 4     | TV Refrath (Manuel Skopnik, Tommy Stelzer, Dietmar Stoppenbach)          | 211,09000    |
| 5     | LG Mauerweg Berlin (Hendrik Schlegel, Jörn Künstner, Andreas Gralki)     | 203,99000    |
| 6     | LG Ultralauf (Dirk Minnebusch, Frederik Stobbe, Tiemo Schilling-Frenk)   | 192,71000    |
| 7     | SV Teuto Riesenbeck (Patrick Windoffer, Achim Lehmann, Toni Hecker)      | 176,76000    |
| 8     | Spiridon Frankfurt II (Matthias Betzler, Lothar Esser, Jörg Engelhardt)  | 173,00000    |

Datum: 28. Juni
fand in Delmenhorst statt

### Ultratrail (DUV), 66km / 2760Höhenmeter
| Platz | Athlet, Verein                                   | Zeit (h) |
| ----- | ------------------------------------------------ | -------- |
| 1     | Pierre-Emmanuel Alexandre (TV Schriesheim)       | 5:29:38  |
| 2     | Lennard Muschinski (Bautzener LV Rot-Weiß 90)    | 5:43:42  |
| 3     | Johannes Wingenfeld (Ultratrailrunning Erlangen) | 5:44:25  |
| 4     | Markus Brennauer (TSV Penzberg)                  | 5:45:11  |
| 5     | Raoul Jankowski (Braunschweiger Laufclub)        | 5:58:26  |
| 6     | Sven Starklauf (DJK SC Vorra)                    | 6:01:13  |
| 7     | Lukas Schwella (LAC Essingen)                    | 6:06:06  |
| 8     | Timon Günther (TG Viktoria Augsburg)             | 6:06:45  |

Datum: 26. April
fand in Ebermannstadt im Rahmen des Ultratrails Fränkische Schweiz statt

### Ultratrail (DUV), Mannschaftswertung
| Platz | Verein, Besetzung                                                 | Zeit (h) |
| ----- | ----------------------------------------------------------------- | -------- |
| 1     | DJK SC Vorra (Sven Starklauf, Daniel Sauer, Marius Schmidt)       | 20:13:15 |
| 2     | SV Sömmerda (Greiner, Stefan Thiel, Kevin Schünke)                | 20:41:31 |
| 3     | TSV Dinkelsbühl (Michael Lutz, Florian Zech, Michael Kuhbach)     | 21:15:11 |
| 4     | LG Ultralauf (Tim Grünewald, Marcel Neumann, Martin Sauer)        | 21:18:01 |
| 5     | LuT Aschaffenburg (Patrick Poullie, Rico Nehls, Jeffrey Brown)    | 21:24:48 |
| 6     | LG Allgäu (Florian Felch, René Haslbeck, Wolfgang Wäger)          | 21:57:10 |
| 7     | TV Refrath (Olaf Mennicken l, Alexander Hoerniss, Manuel Skopnik) | 22:42:28 |
| 8     | Spiridon Frankfurt (Daniel Arnold, Lothar Esser, Christoph Lux)   | 23:09:14 |

Datum: 26. April
fand in Ebermannstadt im Rahmen des Ultratrails Fränkische Schweiz statt

### 24-Stunden-Lauf (DUV)
| Platz | Athlet, Verein                                 | Strecke (km) |
| ----- | ---------------------------------------------- | ------------ |
| 1     | Norman Mascher-Aspensjö (SCC Berlin)           | 243,247      |
| 2     | Eike Kleiner (LG Ultralauf)                    | 229,475      |
| 3     | Manuel Tuna (LG Kindelsberg)                   | 217,747      |
| 4     | Klaus Haake (LG Ultralauf)                     | 214,981      |
| 5     | Dominik Voigt (Lauffeuer Fröttstädt)           | 210,398      |
| 6     | Alexander Hoerniss (TV Refrath)                | 202,288      |
| 7     | Michael Lehmen (TSG Mainaschaff)               | 200,194      |
| 8     | Marcel Tobias Petermann (Lauffeuer Fröttstädt) | 191,916      |

Datum: 7./8. Juni
fand in Gotha statt

### 24-Stunden-Lauf (DUV), Mannschaftswertung
| Platz | Verein, Besetzung                                                              | Strecke (km) |
| ----- | ------------------------------------------------------------------------------ | ------------ |
| 1     | LG Ultralauf I (Eike Kleiner, Klaus Haake, Adam Hetmanski)                     | 633,263      |
| 2     | Lauffeuer Fröttstädt I (Dominik Voigt, Marcel Tobias Petermann, \|Aurel Weber) | 590,66       |
| 3     | TV Refrath (Alexander Hoerniss, Niklas von der Assen, Lukas Kley)              | 567,574      |
| 4     | LG Ultralauf II (Hans-Dieter Jancker, Dirk Minnebusch, Thomas Kornexl)         | 554,444      |
| 5     | Lauffeuer Fröttstädt II (Uwe Lienert, Swen Thorhauer, Marcel Bilek)            | 503,633      |
| 6     | LG Mauerweg Berlin (Andreas Gralki, Jörn Künstner, Valerio Lorrai)             | 498,208      |
| 7     | Spiridon Frankfurt (Matthias Betzler, Florian Kaltenbach, Bodo Hoffmann)       | 449,779      |
| 8     | LG Ultralauf III (Holger Lachmann, Denis Geserick, Falk Sittner)               | 429,124      |

Datum: 7./8. Juni
fand in Gotha statt

## Meisterschaftsresultate Frauen

### 100 m
| Platz | Athletin, Verein                                 | Zeit (s) |
| ----- | ------------------------------------------------ | -------- |
| 1     | Gina Lückenkemper (SCC Berlin)                   | 11,17    |
| 2     | Sophia Junk (LG Rhein-Wied)                      | 11,33    |
| 3     | Sina Mayer (LAZ Zweibrücken)                     | 11,37    |
| 4     | Rebekka Haase (Sprintteam Wetzlar)               | 11,40    |
| 5     | Alexandra Burghardt (Cologne Athletics)          | 11,41    |
| 6     | Lisa-Marie Kwayie (Neuköllner Sportfreunde 1907) | 11,49    |
| 7     | Jolina Ernst (TV Wattenscheid 01)                | 11,52    |
| 8     | Sina Kammerschmitt (MTG Mannheim)                | 11,57    |

Datum: 2. August
Wind: −1,8 m/s

### 200 m
| Platz | Athletin, Verein                           | Zeit (s) |
| ----- | ------------------------------------------ | -------- |
| 1     | Sophia Junk (LG Rhein-Wied)                | 22,82    |
| 2     | Jessica-Bianca Wessolly (VfL Sindelfingen) | 22,93    |
| 3     | Talea Prepens (TV Cloppenburg)             | 23,23    |
| 4     | Jolina Ernst (TV Wattenscheid 01)          | 23,48    |
| 5     | Louise Wieland (Hamburger SV)              | 23,53    |
| 6     | Celine Böer (LG Region Karlsruhe)          | 23,61    |
| 7     | Pernilla Kramer (VfL Wolfsburg)            | 23,72    |
| 8     | Daria Peter (LAV Stadtwerke Tübingen)      | 23,76    |

Datum: 3. August
Wind: +1,3 m/s

### 400 m
| Platz | Athletin, Verein                           | Zeit (s) |
| ----- | ------------------------------------------ | -------- |
| 1     | Skadi Schier (SCC Berlin)                  | 51,90    |
| 2     | Elisa Lechleitner (LAZ Ludwigsburg)        | 52,07    |
| 3     | Jana Lakner (LG Telis Finanz Regensburg)   | 52,30    |
| 4     | Annkathrin Hoven (TSV Bayer 04 Leverkusen) | 52,92    |
| 5     | Karolina Pahlitzsch (LG Nord Berlin)       | 53,04    |
| 6     | Corinna Schwab (LAC Erdgas Chemnitz)       | 53,08    |
| 7     | Pauline Richter (1. LAV Rostock)           | 53,10    |
| 8     | Judith Franzen (TSV Bayer 04 Leverkusen)   | 54,11    |

Datum: 3. August

### 800 m
| Platz | Athletin, Verein                        | Zeit (min) |
| ----- | --------------------------------------- | ---------- |
| 1     | Smilla Kolbe (Eintracht Frankfurt)      | 2:02,57    |
| 2     | Majtie Kolberg (LG Kreis Ahrweiler)     | 2:03,33    |
| 3     | Lucia Sturm (TSV Moselfeuer Lehmen)     | 2:03,81    |
| 4     | Tanja Spill (TSV Bayer Uerdingen)       | 2:03,95    |
| 5     | Marie Warneke (FTSV Jahn Brinkum)       | 2:04,69    |
| 6     | Sophia Volkmer (TV Wetzlar)             | 2:05,59    |
| 7     | Laura Wilhelm (LAV Stadtwerke Tübingen) | 2:07,34    |
| 8     | Alina Ammann (TuS Esingen)              | 2:08,96    |

Datum: 3. August

### 1500 m
| Platz | Athletin, Verein                              | Zeit (min) |
| ----- | --------------------------------------------- | ---------- |
| 1     | Jolanda Kallabis (FT 1844 Freiburg)           | 4:25,90    |
| 2     | Nele Weßel (TV Waldstraße Wiesbaden)          | 4:25,90    |
| 3     | Verena Meisl (TV Wattenscheid 01)             | 4:26,50    |
| 4     | Elena Burkard (LG farbtex Nordschwarzwald)    | 4:27,09    |
| 5     | Vera Coutellier (Cologne Athletics)           | 4:27,69    |
| 6     | Franziska Schindler (TSV SCHOTT Mainz)        | 4:28,92    |
| 7     | Hanna Bruckmayer (LG Telis Finanz Regensburg) | 4:29,10    |
| 8     | Adeline Haisch (LG Region Karlsruhe)          | 4:29,24    |

Datum: 3. August

### 5000 m
| Platz | Athletin, Verein                                  | Zeit (min) |
| ----- | ------------------------------------------------- | ---------- |
| 1     | Lea Meyer (VfL Löningen)                          | 15:26,33   |
| 2     | Elena Burkard (LG farbtex Nordschwarzwald)        | 15:27,43   |
| 3     | Konstanze Klosterhalfen (TSV Bayer 04 Leverkusen) | 15:36,77   |
| 4     | Blanka Dörfel (SCC Berlin)                        | 15:41,20   |
| 5     | Carolin Kirtzel (SV Werder Bremen)                | 16:04,41   |
| 6     | Kiara Nahen (LC Paderborn)                        | 16:05,20   |
| 7     | Leah Hanle (TSV Holzelfingen)                     | 16:05,79   |
| 8     | Tsambika Jäger (LV Pliezhausen)                   | 16:07,89   |

Datum: 1. August

### 10.000 m
| Platz | Athletin, Verein                           | Zeit (min) |
| ----- | ------------------------------------------ | ---------- |
| 1     | Elena Burkard (LG farbtex Nordschwarzwald) | 31:40,79   |
| 2     | Eva Dieterich (LAV Stadtwerke Tübingen)    | 31:45,18   |
| 3     | Kiara Nahen (LC Paderborn)                 | 33:05,87   |
| 4     | Eva Schultz (LG Passau)                    | 33:06,09   |
| 5     | Carolin Kirtzel (SV Werder Bremen)         | 33:48,00   |
| 6     | Leah Hanle (TSV Holzelfingen)              | 33:56,57   |
| 7     | Sarah Schäperklaus (Marathon-Club Menden)  | 34:26,16   |
| 8     | Tabea Themann (Hamburg Running)            | 34:38,65   |

Datum: 3. Mai
fand in Hamburg statt

### Halbmarathon
| Platz | Athletin, Verein                              | Zeit (h) |
| ----- | --------------------------------------------- | -------- |
| 1     | Esther Pfeiffer (Düsseldorf Athletics)        | 1:10:01  |
| 2     | Blanka Dörfel (SCC Berlin)                    | 1:10:27  |
| 3     | Tanja Neubert (nextgendingmad e.V.)           | 1:11:40  |
| 4     | Melina Wolf (LG Region Karlsruhe)             | 1:12:10  |
| 5     | Kiara Nahen (LC Paderborn)                    | 1:13:43  |
| 6     | Julia Kümpers (Leichtathletikclub Kronshagen) | 1:16:36  |
| 7     | Sophia Kaiser (LG Region Karlsruhe)           | 1:16:37  |
| 8     | Katharina Saathoff (Braunschweiger Laufclub)  | 1:17:13  |

Datum: 19. April
fand in Paderborn im Rahmen des Paderborner Osterlaufs statt

### Halbmarathon, Mannschaftswertung
| Platz | Verein, Besetzung                                                         | Zeit (h) |
| ----- | ------------------------------------------------------------------------- | -------- |
| 1     | LG Region Karlsruhe (Melina Wolf, Sophia Kaiser, Jule Hedwig)             | 3:51:03  |
| 2     | Leichtathletikclub Kronshagen (Julia Kümpers, Nele Wellbrock, Svea Timm)  | 4:04:51  |
| 3     | SCC Berlin (Blanka Dörfel, Christiane Niesch, Sabine Lahmann)             | 4:20:22  |
| 4     | Braunschweiger Laufclub (Katharina Saathoff, Carmen Otten, Hanna Körber)  | 4:24:12  |
| 5     | LSF Münster (Antonia Rewer, Lisa Krell, Anja Laame)                       | 4:45:23  |
| 6     | Spiridon Frankfurt (Astrid Gelsema, Elke Wolfinger, Marisa Gomez-Ruhland) | 4:52:45  |
| 7     | TSV Niederelsungen (Marja Palisaar, Victoria Wagner, Mareike Schaake)     | 4:54:01  |
| 8     | SC Kemmern (Elisabeth Schubert, Manuela Glöckner, Christine Geuß)         | 4:58:39  |

Datum: 19. April
fand in Paderborn im Rahmen des Paderborner Osterlaufs statt

### Marathonlauf
| Platz | Athletin, Verein                             | Zeit (h) |
| ----- | -------------------------------------------- | -------- |
| 1     | Domenika Mayer (LG Telis Finanz Regensburg)  | 2:24:22  |
| 2     | Laura Hottenrott (PSV Grün-Weiß Kassel)      | 2:27:06  |
| 3     | Deborah Schöneborn (SCC Berlin)              | 2:29:30  |
| 4     | Nina Voelckel (Laufteam Kassel)              | 2:29:43  |
| 5     | Katharina Saathoff (Braunschweiger Laufclub) | 2:35:08  |
| 6     | Sandra Morchner (SV Enge-Sande)              | 2:41:39  |
| 7     | Monika Rausch (LG Region Landshut)           | 2:44:50  |
| 8     | Sylvie Müller (MTG Mannheim)                 | 2:47:56  |

Datum: 6. April
fand im Rahmen des Hannover-Marathons statt

### Marathonlauf, Mannschaftswertung
| Platz | Verein, Besetzung                                                            | Zeit (h) |
| ----- | ---------------------------------------------------------------------------- | -------- |
| 1     | Lauftreff Schweich (Michelle Bauer, Pia Von Keutz, Tine Hausmann)            | 08:41:47 |
| 2     | MTG Mannheim (Sylvie Müller, Jasmin Volz, Susanne Straten)                   | 08:44:50 |
| 3     | Braunschweiger Laufclub (Katharina Saathoff, Anne Schloßer, Hanna Körber)    | 09:06:05 |
| 4     | SG Wenden (Stefanie Osthoff, Judith Hacker, Liv Behle)                       | 09:50:25 |
| 5     | SF 97/30 Lowick (Jana Groß-Hardt, Regina Wolff-Severin, Sylvia Buß)          | 09:50:25 |
| 6     | HSV Neubrandenburg (Madlen Nehring, Yvonne Bender, Jeannette Kiesow)         | 10:10:03 |
| 7     | Delligser SC (Annike Wiedemann, Natascha Seyd, Jacqueline Hausmann)          | 10:14:46 |
| 8     | Lauftreffverein Kiel-Ost (Christin Stuck, Myriam Ribcke, Stephanie Schubert) | 10:28:09 |

Datum: 6. April
fand im Rahmen des Hannover-Marathons statt

### 50-km-Straßenlauf
| Platz | Athletin, Verein                                 | Zeit (h)   |
| ----- | ------------------------------------------------ | ---------- |
| 1     | Sylvie Müller (MTG Mannheim)                     | 3:20:58 CR |
| 2     | Verena Cerna (SSV Ulm)                           | 3:23:01000 |
| 3     | Friederike Schoppe (LSG Goldener Grund Selters)  | 3:28:20000 |
| 4     | Jasmin Volz (MTG Mannheim)                       | 3:32:48000 |
| 5     | Meike Freudenreich (Roadrunners Südbaden)        | 3:35:27000 |
| 6     | Christiane Neidiger (Die Laufpartner)            | 3:37:07000 |
| 7     | Katrin Ochs (LG Filder)                          | 3:39:40000 |
| 8     | Almut Dreßler-Ahlburg (LG Nord Berlin Ultrateam) | 3:41:00000 |

Datum: 22. Februar
fand in Ubstadt-Weiher im Rahmen des 4. HaWei50 - 50 km Ultralauf rund um den Hardtsee statt

### 50-km-Straßenlauf, Mannschaftswertung
| Platz | Verein, Besetzung                                                                   | Zeit (h) |
| ----- | ----------------------------------------------------------------------------------- | -------- |
| 1     | LG Nord Berlin Ultrateam (Almut Dreßler-Ahlburg, Jana Seel, Katrin Grigalat)        | 11:27:18 |
| 2     | Roadrunners Südbaden (Meike Freudenreich, Rahel Roth, Katharina Oswald)             | 12:15:41 |
| 3     | LG Mauerweg Berlin e.V. (Svende Albrecht, Sandra Kötzle, Nina Blisse)               | 13:13:07 |
| 4     | Spiridon Frankfurt (Ayline Heller, Michaela Zeiss, Angela Frenzel)                  | 13:44:12 |
| 5     | LSG Weiher (Nanna Spirgath, Julia Leier, Martina Manz)                              | 13:57:03 |
| 6     | LG Ultralauf (Sarah Mangler, Sylvia Faller, Ilona Schmiedel)                        | 14:14:43 |
| 7     | LG Mauerweg Berlin e.V. II (Manuela Schiebuhr, Dorethee Serries, Kristin Drechsler) | 15:09:02 |
| 8     | LSG Weiher II (Judit Menz, Franziska Geißler, Simone Weser)                         | 16:17:34 |

Datum: 22. Februar

fand in Ubstadt-Weiher im Rahmen des 4. HaWei50 – Ultralauf – statt

### 100 m Hürden
| Platz | Athletin, Verein                             | Zeit (s) |
| ----- | -------------------------------------------- | -------- |
| 1     | Ricarda Lobe (MTG Mannheim)                  | 12,93    |
| 2     | Amira Never (LAC Erdgas Chemnitz)            | 12,96    |
| 3     | Lia Flotow (1. LAV Rostock)                  | 13,02    |
| 4     | Franziska Schuster (TSV Bayer 04 Leverkusen) | 13,02    |
| 5     | Marlene Meier (TSV Bayer 04 Leverkusen)      | 13,10    |
| 6     | Hawa Jalloh (Wiesbadener LV)                 | 13,19    |
| 7     | Rosina Schneider (TV Sulz)                   | 13,34    |
| 8     | Line Schröder (Hamburger SV)                 | 13,44    |

Datum: 2. August
Wind: −0,4 m/s

### 400 m Hürden
| Platz | Athletin, Verein                    | Zeit (s) |
| ----- | ----------------------------------- | -------- |
| 1     | Eileen Demes (TV 1861 Neu-Isenburg) | 54,34 CR |
| 2     | Elena Kelety (Frankfurt Athletics)  | 54,68000 |
| 3     | Vivienne Morgenstern (Dresdner SC)  | 55,53000 |
| 4     | Lotta Mage (VfL Sindelfingen)       | 58,52000 |
| 5     | Ina Ehrmann (LG Dornburg)           | 58,92000 |
| 6     | Pia Siedler (VfL Buchloe)           | 62,11000 |
| 7     | Pia Albers (VfL Löningen)           | 62,44000 |
| 8     | Liv Heite (TV Olpe)                 | 63,23000 |

Datum: 3. August

### 3000 m Hindernis
| Platz | Athletin, Verein                              | Zeit (min) |
| ----- | --------------------------------------------- | ---------- |
| 1     | Adia Budde (LAV Stadtwerke Tübingen)          | 09:45,48   |
| 2     | Olivia Gürth (Silvesterlauf Trier)            | 09:46,18   |
| 3     | Carolin Hinrichs (VfL Löningen)               | 09:53,87   |
| 4     | Kim Bödi (VfL Sindelfingen)                   | 09:55,36   |
| 5     | Hannah Stegenwallner (SC DHfK Leipzig)        | 09:58,32   |
| 6     | Kerstin Schulze Kalthoff (LG Brillux Münster) | 10:06,10   |
| 7     | Leah Hanle (TSV Holzelfingen)                 | 10:09,59   |
| 8     | Maren Guthier (MTG Mannheim)                  | 10:20,49   |

Datum: 3. August

### 4 × 100 m Staffel
| Platz | Verein, Besetzung                                                                         | Zeit (s) |
| ----- | ----------------------------------------------------------------------------------------- | -------- |
| 1     | TSV Bayer 04 Leverkusen (Allegra Hildebrand, Lea Wiethoff, Amelie Dierke, Marlene Meier)  | 44,29    |
| 2     | Hamburger SV (Louise Wieland, Vanessa Baldé, Line Schröder, Lena Anochili)                | 44,44    |
| 3     | Cologne Athletics (Alexandra Burghardt, Lea Sophie Benzin, Tiffany Eidner, Jessie Maduka) | 44,81    |
| 4     | LG Rhein-Wied (C. Meidinger, Maren Schumacher, Jessica Roos. L. Kupser)                   | 44,97    |
| 5     | Wiesbadener LV (Josephine Otto, Hawa Jalloh, Antonia Bauer. Jule Tiltscher)               | 45,27    |
| 6     | SC DHfK Leipzig (Charlotte Riedel, Joelina Sophie Miltschus, Mia Besser. Lilly Heilmann)  | 45,53    |
| 7     | LG Brillux Münster (Laura Brandhofe, Natalie Pisoke, Maja Huesmann. Tabea Christ)         | 45,79    |
| 8     | LT DSHS Köln (Antonia Fabisch, Elena Decker, Greta Heine. Karen Rückert)                  | 45,83    |

Datum: 3. August
Die Staffel wurde in drei zu einem Gesamtergebnis zusammengefassten Zeitendläufen entschieden. Es nahmen 23 Teams teil.

### 4 × 400 m Staffel
| Platz | Verein, Besetzung                                                                             | Zeit (min) |
| ----- | --------------------------------------------------------------------------------------------- | ---------- |
| 1     | SCC Berlin (Lena Leege, Michelle Janiak, Anouk Krause-Jentsch. Alica Schmidt)                 | 3:39,71    |
| 2     | TSV Bayer 04 Leverkusen (Brenda Cataria-Byll, Lea Wiethoff, Marie Dehning, Judith Franzen)    | 3:46,04    |
| 3     | TV Herkenrath (Sophie Gesche, Laura Gesche, Kathrin Höller, Nele Renneberg)                   | 3:54,71    |
| 4     | Hamburger SV (Vanessa Aniteye, Anisha Steinbach, Lela Emilia da Costa, Greta Büttner)         | 4:00,58    |
| 5     | StG Walldorf/Dielheim/Eppelheim (Sandra Wagner, Sarah Krämer, Yvonne Ruckert, Annika Kochert) | 4:01,33    |
| 6     | Post-Sportverein Trier (Rebecca Kupzik, Sandra Teller, Greta Sonnenberg, Marlene Moll)        | 4:06,95    |
| 7     | LG Olympia Dortmund (Nicole Ickstadt, Rabea Felicia Menne, Antonia Skoruppa, Johanna Rier)    | 4:09,91    |
| 8     | LT DSHS Köln (Esther Maurus, Claudia Mieke, Anne Schmitz, Emma Jung)                          | 4:10,20    |

Datum: 4. Mai
fand in Hamburg statt
neun Staffeln am Start

### 3 × 800 m Staffel
| Platz | Verein, Besetzung                                                         | Zeit (min) |
| ----- | ------------------------------------------------------------------------- | ---------- |
| 1     | LAV Stadtwerke Tübingen (Bentje Hoffmann, Laura Wilhelm, Adia Budde)      | 6:33,12    |
| 2     | VfL Löningen (Xenia Krebs, Carolin Hinrichs, Lera Miller)                 | 6:35,17    |
| 3     | Cologne Athletics I (Natalie Füllgraf, Berit Janowitz, Vera Coutellier)   | 6:38,39    |
| 4     | TSV Bayer 04 Leverkusen (Amelie Klug, Linda Wrede, Berit Scheid)          | 6:41,63    |
| 5     | VfL Eintracht Hannover (Manon Martsch, Jana Schlüsche, Marie Pröpsting)   | 6:49,60    |
| 6     | VfL Sindelfingen (Clara Möll, Hanna Render, Kim Bödi)                     | 6:54,44    |
| 7     | Cologne Athletics II (Kim Uhlendorf, Stephanie Kitz, Jana Njegovan)       | 6:55,21    |
| 8     | Leichtathletikclub Kronshagen (Julia Peters, Berit Mues, Janika Bergmann) | 6:55,66    |

Datum: 4. Mai
fand in Hamburg statt
entschieden in einem Finale mit fünfzehn Staffeln

### 10.000 m Bahngehen
| Platz | Athletin, Verein                       | Zeit (min) |
| ----- | -------------------------------------- | ---------- |
| 1     | Kylie Garreis (LG Vogtland)            | 47:38,87   |
| 2     | Tabea Kiefer (Eintracht Frankfurt)     | 48:02,28   |
| 3     | Lena Sonntag (SC Potsdam)              | 48:49,98   |
| 4     | Ada Junghannß (Erfurter LAC)           | 50:00,26   |
| 5     | Elisabeth Olding (Eintracht Frankfurt) | 51:58,85   |
| 6     | Mia Bandoly (SCC Berlin)               | 52:42,41   |
| 7     | Nika Helene Illing (LSV 1971 Ilmenau)  | 55:22,49   |
| 8     | Julia Sallinger (LG Oberland)          | 57:30,30   |

Datum: 31. Mai
fand in Hildesheim statt

### 20 km Straßengehen
| Platz | Athletin, Verein                         | Zeit (h)  |
| ----- | ---------------------------------------- | --------- |
| 1     | Lena Sonntag (SC Potsdam)                | 1:40:500  |
| 2     | Ada Junghannß (Erfurter LAC)             | 1:41:350  |
| 3     | Anna-Maria Gabriel (OSC Potsdam)         | 1:41:350  |
| 4     | Katharina Wax (SpVgg Niederaichbach)     | 2:08:590  |
| 5     | Elisabeth Olding (Cologne Athletics)     | 2:14:360  |
| 6     | Katrin Schusters (Polizei SV Berlin)     | 2:15:230  |
| 7     | Johanna Wax (SpVgg Niederaichbach)       | 2:16:440  |
| 8     | Gudrun Klose (Team Laufrausch Oldenburg) | 2:24:36 b |

Datum: 13. April
fand in Kelsterbach statt

### 35 km Straßengehen
| Platz | Athletin, Verein              | Zeit (h) |
| ----- | ----------------------------- | -------- |
| 1     | Bianca Schenker (LG Vogtland) | 3:24:05  |

Datum: 13. April

fand in Kelsterbach statt

nur eine Teilnehmerin im Wettbewerb

### Hochsprung
| Platz | Athletin, Verein                              | Höhe (m) |
| ----- | --------------------------------------------- | -------- |
| 1     | Christina Honsel (TV Wattenscheid 01)         | 1,91     |
| 2     | Imke Onnen (Cologne Athletics)                | 1,89     |
| 3     | Bianca Stichling (TSV Bayer 04 Leverkusen)    | 1,86     |
| 4     | Johanna Göring (SV Salamander Kornwestheim)   | 1,80     |
| 5     | Luisa Deeken (TV Wattenscheid 01)             | 1,75     |
| 5     | Jara Ellinger (VfB Stuttgart)                 | 1,75     |
| 5     | Alexandra Plaza (LT DSHS Köln)                | 1,75     |
| 8     | Anna-Sophie Schmitt (TSV Bayer 04 Leverkusen) | 1,70     |

Datum: 3. August

### Stabhochsprung
| Platz | Athletin, Verein                            | Höhe (m) |
| ----- | ------------------------------------------- | -------- |
| 1     | Friedelinde Petershofen (SV Werder Bremen)  | 4,20     |
| 2     | Anjuli Knäsche (VfB Stuttgart)              | 4,20     |
| 3     | Clara Rentz (TSV Bayer 04 Leverkusen)       | 4,10     |
| 4     | Tamineh Steinmeyer (LAZ Zweibrücken)        | 4,20     |
| 5     | Lilly Samansk (TSV Gräfelfing)              | 4,00     |
| 6     | Jule Glaßer (LG Brillux Münster)            | 4,00     |
| 7     | Sarah Franziska Vogel (Eintracht Frankfurt) | 3,90     |
| 8     | Lea Laux (LG Olympia Dortmund)              | 3,80     |

Datum: 2. August

### Weitsprung
| Platz | Athletin, Verein                         | Weite (m) |
| ----- | ---------------------------------------- | --------- |
| 1     | Malaika Mihambo (LG Kurpfalz)            | 6,82      |
| 2     | Imke Daalmann (TSV Bayer 04 Leverkusen)  | 6,52      |
| 3     | Libby Buder (TSG Bergedorf)              | 6,45      |
| 4     | Samira Attermeyer (LG Olympia Dortmund)  | 6,42      |
| 5     | Tabea Christ (LG Brillux Münster)        | 6,33      |
| 6     | Laura Raquel Müller (Unterländer LG)     | 6,24      |
| 7     | Finja Köchling (Eintracht Frankfurt)     | 6,24      |
| 8     | Caroline Klein (TSV Bayer 04 Leverkusen) | 6,22      |

Datum: 3. August

### Dreisprung
| Platz | Athletin, Verein                           | Weite (m) |
| ----- | ------------------------------------------ | --------- |
| 1     | Caroline Joyeux (LG Nord Berlin)           | 14,24     |
| 2     | Kira Wittmann (Hannover 96)                | 13,97     |
| 3     | Jessie Maduka (Cologne Athletics)          | 13,89     |
| 4     | Sarah-Michelle Kudla (LG Nord Berlin)      | 13,85     |
| 5     | Hildebrand (SCL Heel Baden-Baden)          | 13,40     |
| 6     | Sophie Ullrich (TSV Bayer 04 Leverkusen)   | 13,22     |
| 7     | Johanna Konrad (LG Augsburg)               | 13,04     |
| 8     | Aliena Juliette Heinzmann (LG Nord Berlin) | 13,04     |

Datum: 2. August

### Kugelstoßen
| Platz | Athletin, Verein                        | Weite (m) |
| ----- | --------------------------------------- | --------- |
| 1     | Yemisi Ogunleye (MTG Mannheim)          | 19,29     |
| 2     | Alina Kenzel (VfB Stuttgart)            | 18,56     |
| 3     | Katharina Maisch (LV 90 Erzgebirge)     | 18,31     |
| 4     | Nina Ndubuisi (SG Schorndorf)           | 17,63     |
| 5     | Julia Ritter (TV Wattenscheid 01)       | 17,56     |
| 6     | Jolina Lange (LV 90 Erzgebirge)         | 16,86     |
| 7     | Helena Kopp (LG Stadtwerke München)     | 16,64     |
| 8     | Annina Brandenburg (TV Wattenscheid 01) | 16,23     |

Datum: 3. August

### Diskuswurf
| Platz | Athletin, Verein                            | Weite (m) |
| ----- | ------------------------------------------- | --------- |
| 1     | Marike Steinacker (TSV Bayer 04 Leverkusen) | 65,56     |
| 2     | Shanice Craft (SV Halle)                    | 64,05     |
| 3     | Kristin Pudenz (OSC Potsdam)                | 63,25     |
| 4     | Claudine Vita (SC Neubrandenburg)           | 61,12     |
| 5     | Leia Braunagel (SV Halle)                   | 59,39     |
| 6     | Antonia Kinzel (Eintracht Frankfurt)        | 57,89     |
| 7     | Joyce Oguama (TV Wattenscheid 01)           | 56,80     |
| 8     | Milina Wepiwe (TSG Wehrheim)                | 55,60     |

Datum: 2. August

### Hammerwurf
| Platz | Athletin, Verein                         | Weite (m) |
| ----- | ---------------------------------------- | --------- |
| 1     | Aileen Kuhn (Eintracht Frankfurt)        | 70,92     |
| 2     | Samantha Borutta (Eintracht Frankfurt)   | 67,58     |
| 3     | Nova Queen Kienast (SCC Berlin)          | 65,58     |
| 4     | Michelle Wilms (TSV Bayer 04 Leverkusen) | 63,90     |
| 5     | Jada Julien (LV 90 Erzgebirge)           | 62,64     |
| 6     | Lara Hundertmark (Einbecker SV)          | 62,46     |
| 7     | Lucie Holzapfel (Eintracht Frankfurt)    | 60,10     |
| 8     | Marie Schuler (TSV Bayer 04 Leverkusen)  | 59,21     |

Datum: 2. August

### Speerwurf
| Platz | Athletin, Verein                         | Weite (m) |
| ----- | ---------------------------------------- | --------- |
| 1     | Kathrin Walter (TSV Bayer 04 Leverkusen) | 56,23     |
| 2     | Annika-Marie Fuchs (OSC Potsdam)         | 55,95     |
| 3     | Lorena Frühn (LG Offenburg)              | 54,75     |
| 4     | Julia Ulbricht (1. LAV Rostock)          | 54,71     |
| 5     | Jana Marie Lowka (Eintracht Frankfurt)   | 53,19     |
| 6     | Pia Meßing (LG Brillux Münster)          | 53,18     |
| 7     | Konstanze Irlinger (TSV Jetzendorf)      | 52,82     |
| 8     | Lilly Urban (Eintracht Frankfurt)        | 52,61     |

Datum: 3. August

### Berglauf –9,7 km / 1420 Höhenmeter
| Platz | Athletin, Verein                           | Zeit (h) |
| ----- | ------------------------------------------ | -------- |
| 1     | Nina Engelhard (PSV Grün-Weiß Kassel)      | 1:09:02  |
| 2     | Laura Hottenrott (PSV Grün-Weiß Kassel)    | 1:11:12  |
| 3     | Julia Ehrle (LG Farbtex Nordschwarzwald)   | 1:13:54  |
| 4     | Madlen Kappeler (TV Hindelang)             | 1:14:45  |
| 5     | Sarah Kistner (Spiridon Frankfurt)         | 1:15:08  |
| 6     | Evi Gudelius (Ski- und Sportclub Jachenau) | 1:18:20  |
| 7     | Franziska Althaus (SSC Hanau-Rodenbach)    | 1:20:04  |
| 8     | Kerstin Bertsch (SSC Hanau-Rodenbach)      | 1:21:12  |

Datum: 29. Juni
fand in Oberstdorf statt

### Berglauf –9,7 km / 1420 Höhenmeter, Mannschaftswertung
| Platz | Verein, Besetzung                                                             | Zeit (h) |
| ----- | ----------------------------------------------------------------------------- | -------- |
| 1     | SSC Hanau-Rodenbach I (Franziska Althaus, Kerstin Bertsch, Sarah Winterstein) | 4:08:07  |
| 2     | PSV Grün-Weiß Kassel (Nina Engelhard, Laura Hottenrott, Sonja Ginter)         | 4:13:44  |
| 3     | LG Region Karlsruhe (Saskia Haug, Caroline Grauer, Agni Alemany)              | 4:28:47  |
| 4     | TV 1847 Bühl (Andrea Hölzle, Sandra Boschetti, Christine Vollmer)             | 4:32:34  |
| 5     | PTSV Rosenheim (Irmi Hobmaier, Theresa Zahorka, Caroline Mortier)             | 4:32:39  |
| 6     | SG Wenden (Stefanie Osthoff, Sandra Clemens, Christl Dörschel)                | 4:38:38  |
| 7     | SSC Hanau-Rodenbach II (Lea Balndamura, Maja Severloh, Daniela Köcher)        | 4:40:34  |
| 8     | LG Allgäu (Martina Dannheimer, Alexandra Gundel, Gertrud Ott)                 | 4:44:27  |

Datum: 29. Juni
fand in Oberstdorf statt

### 6-Stunden-Lauf
| Platz | Athletin, Verein                           | Strecke (km) |
| ----- | ------------------------------------------ | ------------ |
| 1     | Anne Stephan (Die Laufpartner)             | 73,222       |
| 2     | Christine Fischer-Bedtke (LG eXa Leipzig)  | 72,499       |
| 3     | Christiane Neidiger (Die Laufpartner)      | 71,394       |
| 4     | Katrin Ochs (LG Filder)                    | 70,196       |
| 5     | Svende Albrecht (LG Mauerweg Berlin)       | 66,946       |
| 6     | Marieke Broeren (Die Laufpartner)          | 65,320       |
| 7     | Sabine Geyer (ASV Zeuthen)                 | 64,778       |
| 8     | Simone Durry (Turngemeinde Neuss von 1848) | 64,396       |

Datum: 28. Juni
fand in Delmenhorst statt

### 6-Stunden-Lauf, Mannschaftswertung
| Platz | Verein, Besetzung                                                        | Strecke (km) |
| ----- | ------------------------------------------------------------------------ | ------------ |
| 1     | Die Laufpartner (Anne Stephan, Christiane Neidiger, Marieke Broeren)     | 209,93       |
| 2     | LG Mauerweg Berlin I (Svende Albrecht, Sandra Kötzle, Manuela Schiebuhr) | 184,65       |
| 3     | LG Ultralauf I (Anke Libuda, Rita Nowottny-Hupka, Sylvia Faller)         | 177,79       |
| 4     | LG Mauerweg Berlin II (Jana De Prest, Mary Sanne, Dorothee Serries)      | 164,87       |
| 5     | LG Ultralauf II (Dagmar Deuber, Ilona Schmiedel, Petra Fornaçon)         | 160,40       |

Datum: 28. Juni
fand in Delmenhorst statt
nur fünf Teams in der Wertung

### Ultratrail (DUV), 66km / 2760Höhenmeter
| Platz | Athletin, Verein                                 | Zeit (h) |
| ----- | ------------------------------------------------ | -------- |
| 1     | Beliana Hilbert (Ultratrailrunning Erlangen)     | 6:26:37  |
| 2     | Carol-Ann Eberle (SSV Wildpoldsried)             | 6:45:41  |
| 3     | Theresa Döpping (LFV Oberholz)                   | 6:56:36  |
| 4     | Juliane Hofmann (SCC Berlin)                     | 7:11:17  |
| 5     | Stefanie Scherer (TV Lenggries)                  | 7:13:22  |
| 6     | Almut Dreßler-Ahlburg (LG Nord Berlin Ultrateam) | 7:16:29  |
| 7     | Susanne Edelmann (LG Ultralauf)                  | 7:40:40  |
| 8     | Michaela Jilg (TSG 08 Roth)                      | 7:43:51  |

Datum: 26. April
fand in Ebermannstadt im Rahmen des Ultratrails Fränkische Schweiz statt

### Ultratrail (DUV), Mannschaftswertung
| Platz | Verein, Besetzung                                                     | Zeit (h) |
| ----- | --------------------------------------------------------------------- | -------- |
| 1     | Landau Running Company (Anna Leidner, Silke Herrgen, Sonja Moser)     | 25:46:00 |
| 2     | Trailrunning Squad (Sarah Gnoycke, Saskia Blatt, Ute Hammerschmidt)   | 28:32:57 |
| 3     | LG Mauerweg Berlin (Nina Blisse, Antje Matthiesen, Kristin Drechsler) | 30:19:44 |

Datum: 26. April
fand in Ebermannstadt im Rahmen des Ultratrails Fränkische Schweiz statt
nur drei Teams in der Wertung

### 24-Stunden-Lauf (DUV)
| Platz | Athletin, Verein                        | Strecke (km) |
| ----- | --------------------------------------- | ------------ |
| 1     | Katrin Ochs (LG Filder)                 | 212,289      |
| 2     | Rabea Reinhold (Husumer SV)             | 204,300      |
| 3     | Sigrid Hoffmann (LG Westerwald)         | 201,084      |
| 4     | Lore Steiner (LG Mauerweg Berlin)       | 185,061      |
| 5     | Stephanie Schöffzeck (Laufwerk Hamburg) | 181,844      |
| 6     | Mandy Gandecki (LG Mauerweg Berlin)     | 177,926      |
| 7     | Dorothee Serries (LG Mauerweg Berlin)   | 174,028      |
| 8     | Antje Knobloch (LG Ultralauf)           | 170,174      |

Datum: 7./8. Juni
fand in Gotha statt

### 24-Stunden-Lauf (DUV), Mannschaftswertung
| Platz | Verein, Besetzung                                                            | Strecke (km) |
| ----- | ---------------------------------------------------------------------------- | ------------ |
| 1     | LG Mauerweg Berlin I (Lore Steiner, Mandy Gandecki, Dorothee Serries)        | 537,015      |
| 2     | LG Ultralauf (Antje Knobloch, Petra Fornaçon, Gisela Vorstermanns)           | 498,228      |
| 3     | LG Mauerweg Berlin II (Kristin Drechsler, Nicole Linke, Birgit Roth)         | 462,936      |
| 4     | LG Mauerweg Berlin (Grit Seidel, Anke Schülke, Anja Kirchner)                | 448,724      |
| 5     | LSG Weiher (Judit Menz, Diana Landmesser, Gerlinde Kieselbach)               | 395,975      |
| 6     | LG Mauerweg Berlin III (Martina Pahmeyer, Andrea Möhr, Astrid Hauser)        | 382,653      |
| 7     | LG Mauerweg Berlin IV (Claudia Balsen, Karina Kluge, Daniela Carmen Dilling) | 333,245      |

Datum: 7./8. Juni
fand in Gotha statt
nur sieben Teams am Start

## Meisterschaftsresultate Mixed

### 4 × 400 m Staffel
| Platz | Verein, Besetzung                                                                                  | Zeit (min) |
| ----- | -------------------------------------------------------------------------------------------------- | ---------- |
| 1     | Frankfurt Athletics (Sven Müller, Elena Kelety, Finn Kohlenbach, Sabrina Heil)                     | 3:24,57    |
| 2     | TSV Bayer 04 Leverkusen (Younes El Makrini, Brenda Cataria-Byll, Philip Steinmann, Judith Franzen) | 3:28,84    |
| 3     | TSV Gräfelfing (Jakob Ngom, Sophie Ochmann, Fabian Riegelsberger, Irina Gorr)                      | 3:32,74    |
| 4     | LG Region Karlsruhe (Marvin Hock, Louisa Breuer, Maximilian Köhler, Pia Ringhoffer)                | 3:34,54    |
| 5     | TSV SCHOTT Mainz (Konstantin Schäfer, Luise Pecht, Johannes Bauer, Kim Schenk)                     | 3:34,97    |
| 6     | SG Walldorf Astoria 1902 (Timo Müller, Annika Kochert, Jan-Lukas Schröder, Sarah Krämer)           | 3:37,05    |
| 7     | Leichtathletik Club Jena (Felix Jahn, Maria Schröder, Sebastian Lehmann, Lelia-Lovisa Schrapps)    | 3:38,56    |
| 8     | Post-Sportverein Trier (Matusen Kumarathas, Sandra Teller, Lucas Meyer, Rebecca Kupzik)            | 3:42,19    |

Datum: 4. Mai
fand in Hamburg statt
Die Staffel wurde in drei zu einem Gesamtergebnis zusammengefassten Zeitendläufen entschieden. Es nahmen achtzehn Teams teil.

## Videolink
- Deutsche Meisterschaft im 24-Stunden-Lauf Gotha, Video zur DM 24-Stunden-Lauf, ardmediathek.de, abgerufen am 20. Juni 2025